# Svoboda (distrikt i Bulgarien, Burgas)
Svoboda (bulgariska: Свобода) är ett distrikt i Bulgarien.   Det ligger i kommunen Obsjtina Kameno och regionen Burgas, i den östra delen av landet, 300 km öster om huvudstaden Sofia.
Trakten runt Svoboda består till största delen av jordbruksmark. Runt Svoboda är det ganska tätbefolkat, med 160 invånare per kvadratkilometer.